# JetSmart Argentina
JetSmart Argentina (ehemals Alas del Sur Líneas Aéreas) ist eine Billigfluggesellschaft mit Sitz in Córdoba, Argentinien und Basis am Flughafen Buenos Aires-Jorge Newbery, Buenos Aires.

## Geschichte
JetSmart Argentina wurde ursprünglich 2016 als Alas del Sur Líneas Aéreas gegründet. Die Fluggesellschaft plante, Flüge von Córdoba aus durchzuführen und dabei A320-Flugzeuge für Kabotagedienste und Boeing 777-Flugzeuge für Langstreckenflüge einzusetzen. Als diese Pläne fehlschlugen, erwarb Indigo Partners im Juni 2018 die Startup-Fluggesellschaft über ihre chilenische Tochtergesellschaft JetSmart, was den Eintritt von JetSmart in den argentinischen Inlandsluftfahrtmarkt ermöglichte. Die Fluggesellschaft wurde anschließend in JetSmart Argentina umbenannt. Am 10. April 2019 um 10:15 Uhr morgens hob der erste reguläre Flug von JetSmart Argentina vom Flughafen Buenos Aires-El Palomar ab.
Ein weiterer wichtiger Schritt für die Fluggesellschaft war die Übernahme von Norwegian Air Argentina Ende 2019, die es ihr ermöglichte, sich einen Platz im Flughafen Buenos Aires-Jorge Newbery als zweite Basis in Buenos Aires zu sichern. Ab März 2020 wurde dieser Flughafen zur Hauptbasis.

## Flugziele
Auf Inlandsebene fliegt JetSmart derzeit (2022) mit einer Flotte von acht Airbus A320 von Buenos Aires nach:
- Jujuy
- Salta
- Iguazú
- Tucumán
- Posadas
- Corrientes
- Córdoba
- Mendoza
- Neuquén
- Bariloche
- Comodoro Rivadavia
- El Calafate
- Ushuaia

Auf Auslandsebene: Santiago de Chile

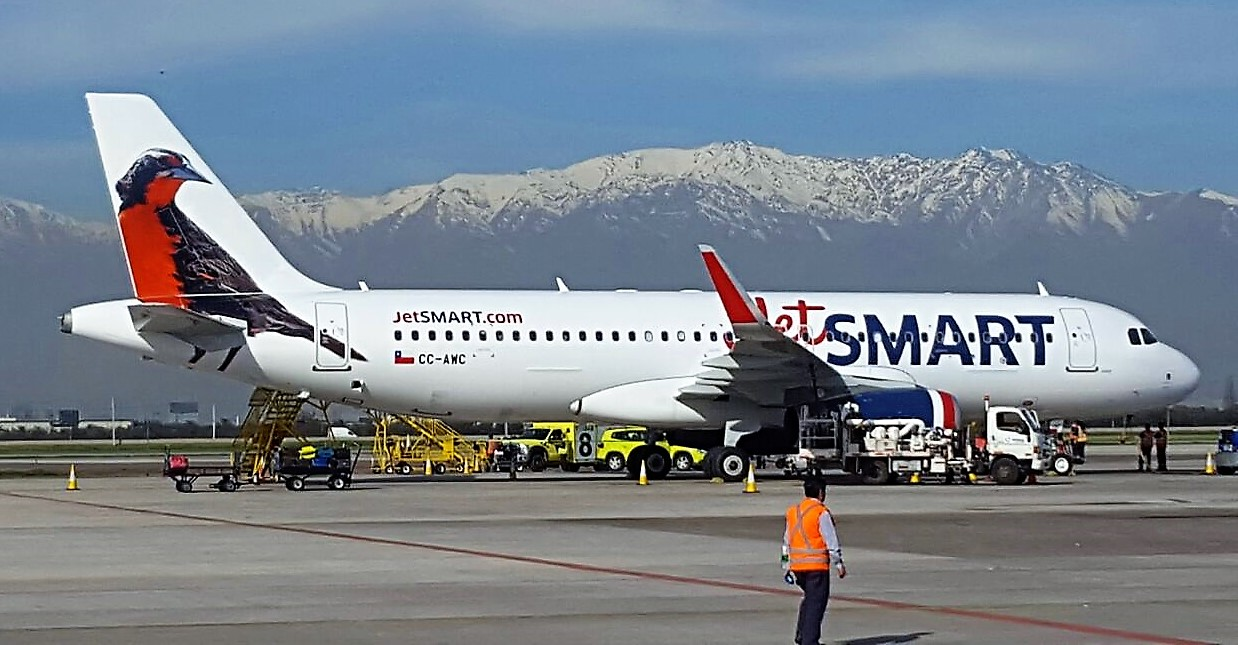
Airbus A320-232

## Flotte
Die Flotte besteht mit Stand April 2025 aus 15 Flugzeugen mit einem Durchschnittsalter von 5,8 Jahren.
| Flugzeugtyp     | aktiv | bestellt | Anmerkungen                               | Sitzplätze | Durchschnittsalter |
| --------------- | ----- | -------- | ----------------------------------------- | ---------- | ------------------ |
| Airbus A320-200 | 11    |          | mit Sharklets ausgestattet; einer inaktiv | 186        | 7,0 Jahre          |
| Airbus A320neo  | 01    |          |                                           | 186        | 5,3 Jahre          |
| Airbus A321neo  | 03    |          |                                           | 240        | 1,4 Jahre          |
| Gesamt          | 15    | -        |                                           |            | 5,8 Jahre          |